# گراف k-مکعب
درمیان گرافهای دو بخشی، k – مکعب‌ها از اهمیت خاصی برخوردار دارند. 

## تعریف
گراف k- مکعب ∗ گرافی است که رئوس آن دنباله‌های غیر تکراری k تایی از 0 و 1 به صورت (a1, ak, … , a1) باشد. و یالهای آن، میان رئوس رسم شوند که دقیقاً در یک جایگاه متفاوت باشند. 
این گراف‌ها را که با Qk نمایش می‌دهند خصوصیت‌های جالبی دارند که پس از چند مثال به خواص آن‌ها می‌پردازیم.
دقت کنید گراف مکعب همان Q3 می‌باشد که گاهی به صورت زیر نیز رسم می‌گردد.
دقت کنید Q3,Q2,Q1 به ترتیب بیانگر فضاهای یک بعدی (خط)، دو بعدی (صفحه) و سه بعدی (فضا) بوده‌اند.

## قضیه اول(همبندی)
ثابت کنید گراف k- مکعب همبند است.

کافی است به ازای هر دو راس v,u با دنباله‌های زیر، مسیری میان آن دو بیابیم.
به‌طور خلاصه اگر اثبات را بیان کنیم داریم:

اگر u  با v  در m جایگاه تفاوت داشته باشد، از  u نخست به راسی می رویم که با u در جایگاه اول از آن m جایگاه متفاوت باشد.سپس از آن به راسی می رویم که علاوه بر جایگاه اول در جایگاه دوم از آن m جایگاه با u متفاوت باشد و به همین ترتیب ادامه می دهیم تا به v برسیم.
واضح است چنین مسیری وجود خواهد داشت.

### تمرین(تعداد یال ها)
تعداد یالهای گراف k- مکعب را بدست آورید.

## حل
برای این منظور نخست تعداد راسها را بدست می آوریم:

چون رئوس دنباله‌های متفاوت k تایی از 0 و 1 می‌باشند پس بنابر اصل ضرب تعداد آن‌ها 2k تا می‌باشد.سپس درجه هر راس را بدست می آوریم:
از آنجا که به هر راس یک دنباله k تایی از 0 و 1 متناظر شده و هر راس تنها به رئوسی متصل می‌گردد که دقیقاً در یک جایگاه با آن تفاوت دارند پس همسایه‌های هر راس عبارتند از:

راسی که فقط درجایگاه اول با آن تفاوت دارد

و راسی که فقط در جایگاه دوم با آن تفاوت دارد

و...

تا راسی که فقط در جایگاه k ام با آن تفاوت دارد.

و این یعنی درجه هر راس k می‌باشد

پس

تعداد یالها = {\displaystyle {\frac {k\times 2^{k}}{2}}={k}{2^{k-1}}}

## نتیجه
به راحتی دیده شد گراف k- مکعب، k  منتظم می‌باشد.

## قضیه دوم(دو بخشی)
ثابت کنید Qk گرافی دو بخشی می‌باشد.

مثال: در Q_{3}، رئوس آبی متعلق به یک بخش و رئوس سیاه متعلق به بخش دیگر گراف دو بخشی خواهند بود

برای این منظور بایستی رئوس آن را به دو بخش A، B به گونه‌ای افراز کرد که یالی ما بین رئوس داخل یک بخش موجود نباشد:
بدین منظور:
رئوسی که دنباله آن تعداد زوجی عدد 1 دارند = A

رئوسی که دنباله آن تعداد فردی عدد 1 دارند = B
حال یالی میان رئوس A وجود نخواهد داشت زیرا اگر وجود داشته باشد. و آن یال uv باشد که v,u ∈ A پس خواهیم داشت:

زیرا v,u دقیقاً در یک جایگاه تفاوت دارند {\displaystyle \longrightarrow } 1± تعداد 1های u = تعداد 1های v

پس v,u نمی‌توانند از لحاظ زوجیت و فردیت مانند هم باشند.

پس یالی که رئوس A را به هم یا رئوس B را به هم وصل کند وجود نداشته و گراف دو بخشی خواهد بود.(مثال)

## قضیه سوم(همیلتونی)
ثابت کنید که گراف k- مکعب همیلتونی است  (k≥2).

## اثبات با استقرا
برای k=2 که بدیهی است:
فرض می کنیم برای m-1) ,k=m-1)- مکعب همیلتونی باشد یعنی دنباله‌ای از رئوس به صورت u1u2u3 … u2m-1u1 وجود دارد که هر کدام به بعدی یال داشته و u2m-1 هم به u1 یال داشته باشد.

می خواهیم برای k=m، ثابت کنیم دنباله رئوسی به صورت 
u1u2u3 … u2mu1
وجود دارد که vi =  ai1ai2 … aim و تشکیل یک دور همیلتونی را بدهند.
از روی فرض استقرا دنباله  viها را به صورت زیر می سازیم:

که

واضح است که در این دنباله هر راس دقیقاً یکبار آمده. ولیکن باید ثابت کنیم هر دو راس متوالی مجاور نیز هستند.

برای اثبات آنکه هر دو راس متوالی، مجاورند حالات زیر را داریم:

1. رئوس متوالی wi, wi+1 باشند که واضح است چون
2. رئوس متوالی Xi, Xi+1 باشند(مانند بالا)

3. رئوس متوالی w2m-1, X2m-1 باشند که داریم:
4. رئوس متوالی w1, X1 باشند که مانند قبل داریم:
لذا دنباله w1w2… w2m-1X2m-1X2m-1-1 … X2X1 … w1 معرف دور همیلتونی خواسته شده می‌باشد.